# Just One More
Just One More è il quarto album in studio del gruppo musicale statunitense Mad Caddies, pubblicato nel 2003.

## Tracce
1. Drinking For 11 – 3:55
2. Contraband – 1:19
3. Villains – 2:14
4. Silence – 2:49
5. Just One More – 3:26
6. Day By Day – 2:47
7. Leavin – 2:59
8. Rockupation – 3:04
9. Last Breath – 3:21
10. Spare Change? – 3:09
11. Riot – 2:28
12. 10 West – 3:05
13. Good Intentions – 3:04
14. Wet Dog – 3:09
15. Game Show – 3:19